# Militärflugplatz Ovar

i7
i11
i13
Der Militärflugplatz Ovar (port.: Base Aérea de Ovar, ICAO-Code: LPOV) ist ein Militärflugplatz der portugiesischen Luftstreitkräfte Força Aérea Portuguesa (FAP), die ihn offiziell als Base Aérea Nº8 (BA8) bezeichnet. Der bis 2023 als Aeródromo de Manobra Nº 1 (AM1) bezeichnete Platz liegt nördlich Ovars in der Nähe der Atlantikküste, zirka 35 km südlich von Porto. Er dient der FAP als Basis von Hubschraubern.
Hier befindet sich auch ein Nebenstandort des Militärluftfahrtmuseums.

## Geschichte
In den 2010er Jahren wurden hier mehrfach die jährlich an wechselnden Standorten stattfindenden internationalen Hochwertausbildungstrainings für Helikoptercrews der "Hot Blade"-Serie durchgeführt.
Die Basis wurde 2023, anlässlich der Auslieferung der ersten Hubschrauber der Typen AW119Kx Koala und UH-60A, zur Base Aérea Nº8 aufgewertet.

## Militärische Nutzung
Die Basis wird zurzeit (2023) wie folgt genutzt:
- Esquadra 552 Zangões (Drones), ausgerüstet mit AW119Kx Koala, seit 2023
- Esquadra 551 Panteras (Panthers), zukünftig ausgerüstet mit UH-60A-Feuerlöschhubschraubern, ab voraussichtlich 2024

Daneben gibt es einige nichtfliegende Einheiten.